# Oriental Beat
Oriental Beat è il secondo album degli Hanoi Rocks, uscito nel 1982 per l'Etichetta discografica Geffen Records.

## Tracce
1. Motorvatin' (McCoy, Monroe) 3:12
2. Don't Follow Me (McCoy) 3:17
3. Visitor (McCoy) 3:13
4. Teenangels Outsiders (McCoy, Monroe) – 3:22
5. Sweet Home Suburbia (McCoy) 4:43
6. M.C. Baby (McCoy) 3:01
7. No Law or Order (McCoy) 3:41
8. Oriental Beat (McCoy) 3:08
9. Devil Woman (McCoy) 2:54
10. Lightnin' Bar Blues (Axton) – 2:38 (Hoyt Axton Cover)
11. Fallen Star (McCoy) 2:33

## Formazione
- Michael Monroe – voce, sassofono, armonica
- Andy McCoy – Chitarra Solista
- Nasty Suicide – Chitarra Ritmica
- Sam Yaffa – basso
- Gyp Casino – batteria